# سالم علي سعيد
سالم علي يحيى سعيد، لاعب كرة قدم سعودي من أصول يمنية من مواليد السعودية و مثل منتخب السعودية في كأس الخليج 23 في الكويت.

## مسيرة اللاعب
وقع مع نادي النصر مطلع عام 2018 لمدة سنة و نصف بمبلغ 500 ألف ريال و أعاره النصر إلى نادي الحزم في صيف 2018 و أعير بعدها إلى نادي الشعلة .

## روابط خارجية
- سالم علي سعيد على موقع ناشيونال فوتبول تيمز (الإنجليزية)
- سالم علي سعيد على موقع Soccerway.com (الإنجليزية)